# صوان عال

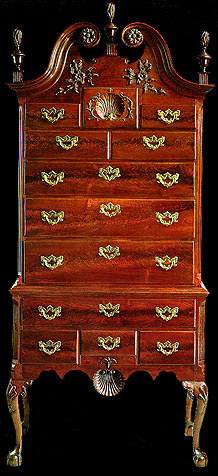

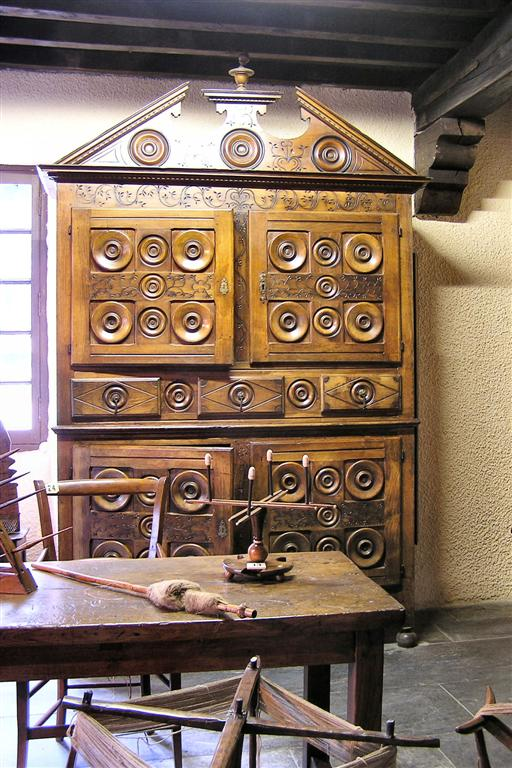

الصوان العالي قطعة أثاث تحتوي على أدراجية وصوان ملابس في الأعلى. ويقابلها الصوان الخفيض.